# Сё Ко
Сё Ко (яп. 尚灝 сё: ко:, 1787—1834) — семнадцатый ван государства Рюкю второй династии Сё (1804—1828). Четвертый сын наследного принца Сё Тэцу (1759—1788), внук Сё Боку.

## Внешняя политика
Сё Ко сохранил дипломатические связи с Цинской империей и сёгунатом Токугава (Японией). 1806 году в Эдо направлены послы королевства Рюкю. Главный посланник, принц Ёмитанъяма Тёэй поблагодарил сёгуна Токугава Иэнари. 1808 году в королевства Рюкю прибыли китайские посланники Кун Ци и Фэй Сицзян. Посланники вручили ярлык императора Цзяцина о признаний Сё Ко королём.